# Музеи Нижегородской области

## Нижний Новгород

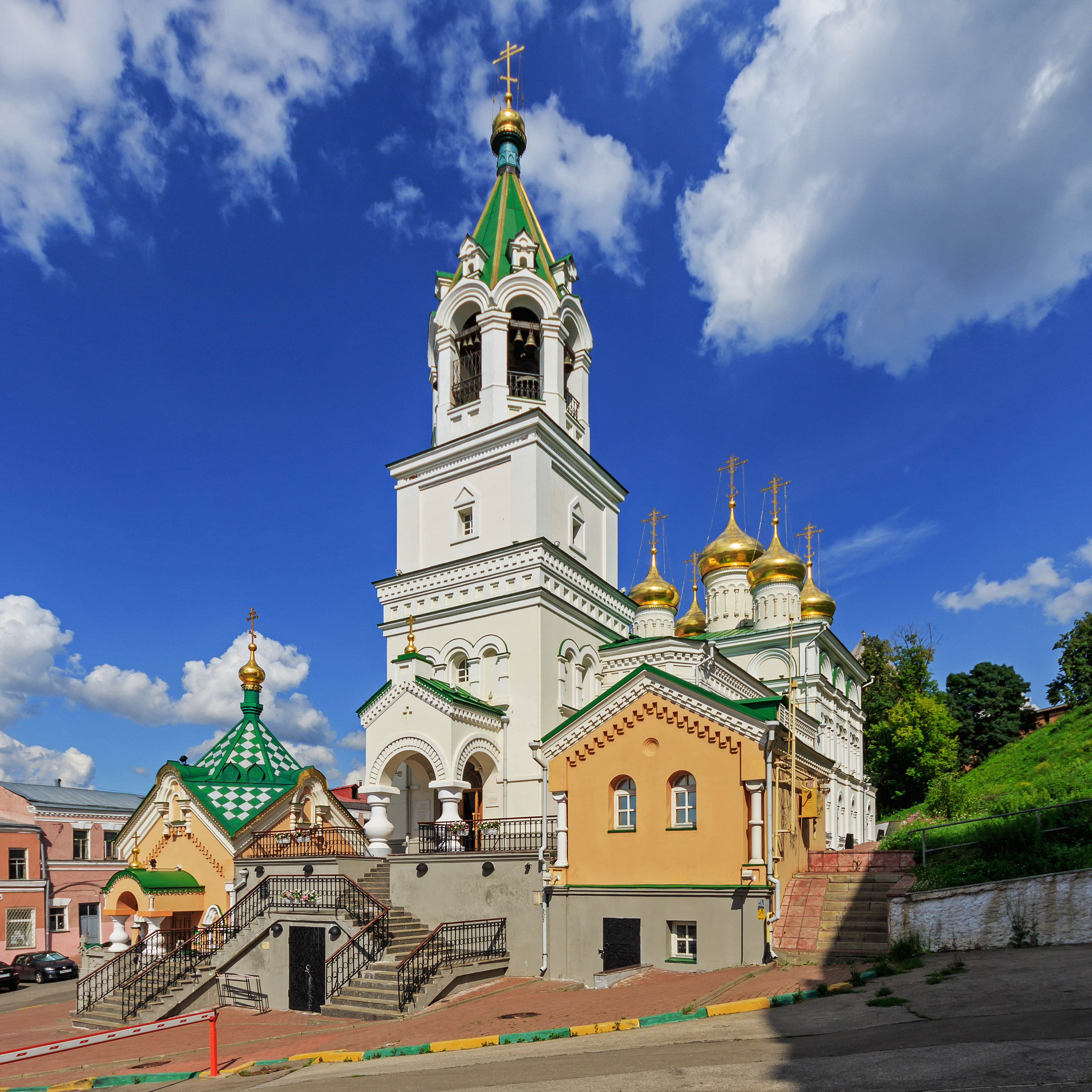
Церковь Рождества Иоанна Предтечи

В историческим центре находится древнейшее сооружение города — каменный кремль начала XVI века — двухкилометровая кирпичная крепость с 14 башнями (сохранилось 12, 13-я восстановлена в XXI в.). Ансамбль, строившийся в 1500—1512 годах под руководством итальянского военного инженера и зодчего, которого в России назвали Петром Фрязином.
- Дмитриевская башня. Кремль. Постоянная выставка «Несокрушимый щит России» — история создания Нижегородского Кремля, оружие, макеты, планы застроек, фотографии, предметы быта.
- Ивановская башня Кремля. Постоянная экспозиция: «Подвиг народного единства» (посвящена народному ополчению 1612 года)

Другие музеи:
- Нижегородский государственный художественный музей (НГХМ). Отреставрированное здание музея открыто 30 сентября 2009 года[1];
- Русский музей фотографии;
- Музеи Нижегородского государственного университета им. Н. И. Лобачевского:
  - Музей науки ННГУ им. Н. И. Лобачевского «Нижегородская радиолаборатория»;
  - Зоологический музей ННГУ им. Н. И. Лобачевского[2];
  - Этнографический музей ННГУ им. Н. И. Лобачевского[3];
  - Археологический отдел ННГУ им. Н. И. Лобачевского[4];
  - Сектор «История радиофизики» ННГУ им. Н. И. Лобачевского[5];
  - Музей истории университета ННГУ им. Н. И. Лобачевского[6];
- Музей флористики «Юрковка»;
- Нижегородский Музей «Холодной Войны»  и истории города Горький в 1946-1991 г.г.;[7]
- Волго-Вятский филиал ГМИИ им. А.С.Пушкина (Арсенал) в Нижегородском кремле;
- Нижегородский государственный историко-архитектурный музей-заповедник[8]. Филиалы музея:
  - Музей-филиал «Нижегородский кремль»[9]
  - Исторический парк «Россия — моя история»[10];
  - Усадьба Рукавишниковых[11];
  - Музей истории художественных промыслов Нижегородской области[12];
  - Выставочный зал «Покровка, 8». Действующие выставки: «Игрушечный музей», «Кладовка. Галерея историй», «О чем поет самовар»;
  - Технический музей[13];
- Архитектурно-этнографический музей-заповедник «Щёлоковский хутор»[14];
- Музей речного флота Волжской государственной академии водного транспорта;
- Музей русского прикладного искусства на Большой Покровской;
- Музей деревянной скульптуры А. И. Новикова (Сормовский район);
- Музей «История средневековых наказаний»;
- Музей военной истории;
- Нижегородский дом бабочек. Постоянная выставка «Экзотические тропические живые бабочки».

### Районные музеи города
- Музей истории и культуры Московского района;
- Музей революционной боевой и трудовой славы Советского района;
- Музей истории Приокского района;

### Музеи персоналий
На территории города находятся:
- Государственный музей А. М. Горького, в который входят:
  - Литературный музей им. А.М. Горького, основан в 1928 году;
  - Музей детства А. М. Горького «Домик Каширина» (место действия автобиографической повести «Детство»);
  - Музей-квартира А. М. Горького (здесь началась работа над романом «Мать», пьесой «Дачники», завершена пьеса «На дне»).
- Государственный литературно-мемориальный музей Добролюбова. Единственный в России музей известного критика Н. А. Добролюбова; включает историко-литературную экспозицию в бывшем доходном доме семьи Добролюбовых, а также дом-музей во флигеле усадьбы Добролюбовых, где прошли детские и юношеские годы критика;
- Музей А. С. Пушкина. Находится в здании бывшей гостиницы купца-промышленника Д. Г. Деулина, где поэт останавливался 2—3 сентября 1833 г. по пути в Оренбург за материалами по истории пугачевского бунта;
- Музей-квартира А. Д. Сахарова. Квартира на первом этаже 12-этажного дома, в которой Сахаров жил в течение семи лет ссылки;
- Музей В. Г. Короленко. Документы и материалы, рассказывающие о жизни, творчестве и общественной деятельности известного русского писателя, о нижегородском периоде его творчества;
- Дом-музей сестер Невзоровых;
- Музей им. Н. А. Зайцева. Конструктор судов на подводных крыльях, соратник Ростислава Алексеева, заместителя главного конструктора ЦКБ по СПК. В музее можно посмотреть «Парад крылатых судов», «Личные вещи, награды, труды Н. А. Зайцева» и познакомиться с «Вехами жизненного пути» известного сормовича;
- Мемориальный музей Я. М. Свердлова;
- Музей им. Ф. И. Шаляпина — 14 февраля 1965 года учителя и ученики при участии Литературного музея А. М. Горького создали в школе музей Ф. И. Шаляпина, первый в мире музей великого певца.
- Музей Балакирева. Глава Могучей кучки Милий Балакирев родился в Нижнем, тут прошли его детские годы. В одноэтажном доме, принадлежавшем Балакиревым, на углу Провиантской и Минина собраны экспонаты, связанные с жизнью и творчеством знаменитого пианиста, дирижёра и композитора.

### Религиозные памятники
- Церковно-археологический музей «Истории Нижегородской епархии»;
- Музей Нижегородской духовной семинарии[15];
- Церковь Собора Пресвятой Богородицы (Строгановская);
- Архангельский собор.

### Музеи предприятий и организаций
- Музей трамваев — музей истории нижегородского трамвая и троллейбуса c экспозицией под открытым небом раритетных трамваев и троллейбусов.
- Музей истории Горьковского автомобильного завода.
- Музей под открытым небом «Паровозы России».
- Музей ОАО «Авиационный завод „Сокол“».
- Музей истории завода ОАО «Красное Сормово».
- Народный геологический музей ФГУГП «Волгагеология»;
- Музей истории ОАО «НИТЕЛ».
- Музейно-выставочный комплекс ОАО «РУМО» — ОАО «РУМО» — одно из крупнейших российских предприятий тяжелого машиностроения с богатой историей
- Музей завода им Г. И. Петровского. Завод выпускает приборы для самолётов.
- Музей истории ОАО ГЗАС (горьковский завод аппаратуры связи) им. Попова В музее представлена историческая авиационная и наземная аппаратура связи.
- Музей при учебно-методическом центре по гражданской обороне и чрезвычайным ситуациям Нижегородской области МЧС России — в экспозиционном фонде музея представлено более 100 экспонатов исторического, краеведческого и специально-профессионального характера.
- Музей истории Нижегородского государственного банка — особая ценность музея — подлинные интерьеры и фрески, выполненные по эскизам Билибина;
- Музей истории Горьковской железной дороги;
- Музей книги Нижегородской государственной областной универсальной научной библиотеке им. Ленина;
- Музей Институт рукописной и старопечатной книги;
- Нижегородский музей авиации — музей находится в Нижегородском аэропорту (История развития Нижегородского аэропорта", «Великие Нижегородцы, летчики, участники Великой Отечественной войны»);
- Музей связи (ВолгаТелеком) — экспозиция посвящена развитию радио, телевидения, телефонной связи;
- Историко-информационный центр Нижегородского областного радиотелевизионного передающего центра: в экспозиции представлены основные этапы создания сети эфирного телевидения Нижегородской области, архивные материалы, элементы радиотелевизионного передающего оборудования, а также раритетные образцы приемных пользовательских устройств[16]

### Выставочные залы
- Нижегородский государственный выставочный комплекс.
- Межвузовский выставочный центр.
- Выставочный «Белый зал» Нижегородской государственной областной научной библиотеки имени В. И. Ленина.
- Выставочный зал библиотеки «Центр деловой и правовой информации»/Автозаводский выставочный зал
- Галерея «Вещь в себе» http://www.cosa-in-se.com
- Художественная галерея «Русский Век» — галерея современной живописи, графики, скульптуры. http://www.rus-vek.ru/
- ART52.ru — открытая галерея http://art52.ru/
- Художественная галерея «ART ПАССАЖ» — выставка-продажа работ известных и начинающих художников России. Живопись, графика, скульптура.
- Емелина Галерея — представляет экспозицию, посвященную сельской жизни. Здесь Вы можете всегда ознакомиться с предметами старорусского быта и старины, окунуться в атмосферу Древней Руси.

## Нижегородская область
- Арзамасский историко-художественный музей. Создан в 1956 г. распоряжением Арзамасского облисполкома, как главный музей Арзамасской области.
- Варнавинский историко-художественный музей — история Ветлужского края. Нижегородская обл., п. Варнавино, ул. Продотрядников,11 «а»
- Володарский районный музейный центр
- Государственный литературно-мемориальный и природный музей-заповедник А.С. Пушкина «Болдино»
- Краснобаковский районный краеведческий музей. Расположен в здании бывшего дома князя Трубецкого. http://www.kbim.ru/
- Лысковский государственный краеведческий музей Нижегородская область, г. Лысково, ул. Горького, д. 17 сайт музея http://www.museum.ru/m2718
- Мемориальный музей В.П. Чкалова (Чкаловск)
- Музей горного дела и спелеологии п. Пешелань, Арзамасский р-он, Нижегородская область — музей дает возможность посетителям познакомиться с гипсовой шахтой, с азами горного дела, увидеть, как под землёй добывают белоснежный гипс. http://autotravel.ru/phalbum.php/ex/2900 - фотографии видов. Музей находится на глубине 70 м.
- Музей Пилы, п. Пильна, Нижегородская обл., музей находится в здании школы. В качестве экспонатов в музее собраны не только пилы разных видов, но и другие деревообрабатывающие инструменты — более 400 экспонатов;
- Музей самоваров в Городце
- Музей эпох в Русенихе — в музее представлены экспонаты посвященные истории ветлужского края, в том числе, некогда обитавшего в этих краях - "ветлугазавра".
- Pax Romana – парк живой истории (Бор)